# Veikko Sippola
Veikko Sippola, född 18 april 1887 i Vasa, död 9 mars 1955 i Vichtis, var en finländsk militär. Han var en av de ansvariga för terrorn mot de röda i Jämsä under finska inbördeskriget. Efter krigets slut begick han även flera mord i Kärkölä.
Sippola flydde i slutet av 1920 till USA, där han försörjde sig som byggnadsarbetare. Efter 10 år återvände han till Finland, men greps då och ställdes inför krigsrätt. Sippola kom dock att frikännas med hänvisning till den amnesti som riksföreståndare Svinhufvud hade utfärdat i december 1918. Amnestin innebar, att alla som hade deltagit i kväsandet av det röda upproret gavs åtals- och straffrihet.